# Banda de valència i banda de conducció

Ompliment dels estats electrònics en diversos tipus de materials en equilibri. Aquí, l'alçada és l'energia mentre que l'amplada és la densitat d'estats disponibles per a una determinada energia en el material enumerat. L'ombra segueix la distribució de Fermi-Dirac (negre: tots els estats omplerts, blanc: cap estat omplert). En metalls i semimetalls, el nivell EF de Fermi es troba dins d'almenys una banda.

En física de l'estat sòlid, la banda de valència i banda de conducció són les bandes més properes al nivell de Fermi i, per tant, determinen la conductivitat elèctrica del sòlid. En els no metalls, la banda de valència és el rang més alt d'energies d'electrons en què els electrons són normalment presents a la temperatura zero absolut, mentre que la banda de conducció és el rang més baix d'estats electrònics vacants. En un gràfic de l'estructura de bandes electròniques d'un material semiconductor, la banda de valència es troba per sota del nivell de Fermi, mentre que la banda de conducció es troba per sobre.
La distinció entre les bandes de valència i de conducció no té sentit en els metalls, perquè la conducció es produeix en una o més bandes parcialment plenes que adquireixen les propietats de les bandes de valència i de conducció.

## Bretxa de banda
En els semiconductors i els aïllants, les dues bandes estan separades per un interval de banda, mentre que en els conductors les bandes se superposen. Un interval de banda és un rang d'energia en un sòlid on no poden existir estats electrònics a causa de la quantització de l'energia. Dins del concepte de bandes, la bretxa d'energia entre la banda de valència i la banda de conducció és la bretxa de banda. La conductivitat elèctrica dels no metalls està determinada per la susceptibilitat dels electrons a ser excitats des de la banda de valència a la banda de conducció.

## Conductivitat elèctrica

Estructura de bandes de semiconductors. Vegeu conducció elèctrica i semiconductors per obtenir una descripció més detallada de l'estructura de bandes.

En els sòlids, la capacitat dels electrons per actuar com a portadors de càrrega depèn de la disponibilitat d'estats electrònics vacants. Això permet que els electrons augmentin la seva energia (és a dir, accelerin) quan s'aplica un camp elèctric. De la mateixa manera, els forats (estats buits) a la banda de valència gairebé plena també permeten la conductivitat.
Per tant, la conductivitat elèctrica d'un sòlid depèn de la seva capacitat per fer fluir electrons des de la banda de valència a la banda de conducció. Per tant, en el cas d'un semimetall amb una regió de superposició, la conductivitat elèctrica és alta. Si hi ha una banda prohibida petita (Eg), el flux d'electrons des de la banda de valència fins a la banda de conducció només és possible si es subministra una energia externa (tèrmica, etc.); aquests grups amb Eg petita s'anomenen semiconductors. Si l'Eg és prou alt, el flux d'electrons des de la banda de valència fins a la banda de conducció esdevé insignificant en condicions normals; aquests grups s'anomenen aïllants.
Tanmateix, hi ha certa conductivitat en els semiconductors. Això es deu a l'excitació tèrmica: alguns dels electrons reben prou energia per saltar la banda prohibida d'una sola vegada. Un cop són a la banda de conducció, poden conduir l'electricitat, igual que el forat que van deixar a la banda de valència. El forat és un estat buit que permet als electrons de la banda de valència un cert grau de llibertat.

## Desplaçaments de vora de banda de nanopartícules semiconductores
El desplaçament de la vora de la banda de conducció i/o valència dependent de la mida és un fenomen que s'està estudiant en el camp dels nanocristalls semiconductors. El radi límit d'ocurrència del nanocristall semiconductor és el radi de Bohr efectiu del nanocristall. Les vores de la banda de conducció i/o valència es desplacen a nivells d'energia més alts per sota d'aquest límit de radi a causa de transicions òptiques discretes quan el nanocristall semiconductor està restringit per l'excitó. Com a resultat d'aquest desplaçament de les vores, la mida de la banda de conducció i/o valència disminueix. Aquest desplaçament de la vora de la banda de conducció i/o valència dependent de la mida pot proporcionar molta informació útil sobre la mida o la concentració de les nanopartícules semiconductores o les estructures de bandes.